# Ismael Espiga
Ismael Espiga, vollständiger Name Ismael Sandor Espiga Coccolo, (* 5. September 1978 in Carmelo) ist ein uruguayischer ehemaliger Fußballspieler.

## Karriere
Der 1,88 Meter große Offensivspieler Espiga gehörte zu Beginn seiner Karriere im Jahr 2002 der Mannschaft von Deportivo Maldonado an. 2003 waren die Montevideo Wanderers sein Arbeitgeber. In den ersten sechs Monaten des Folgejahres war er bei Macará in Ecuador aktiv. Es folgte ein Jahr bei Bella Vista. Dort lief er in mindestens elf Partien der Primera División auf und schoss zehn Tore. Anfang Juli 2005 verpflichtete ihn der kolumbianische Klub Once Caldas, mit dem er die Finalspiele um die Recopa Sudamericana 2005 erreichte, letztlich aber gegen die Boca Juniors unterlag. In der Clausura 2006 stand er wieder in Reihen Bella Vistas. Im Mai 2006 schloss er sich für drei Monate Universidad de Concepción in Chile an. Nach erneuter Rückkehr zu Bella Vista bestritt er bei den Montevideanern bis zum Jahresende acht Erstligaspiele und erzielte dabei zwei Treffer. Im Jahr 2007 war er Spieler des in Las Piedras beheimateten Klubs Juventud. 13-mal lief er dort in der Apertura 2007 in der höchsten uruguayischen Spielklasse auf und traf zweimal ins gegnerische Tor. Ab der Clausura 2008, in der er sieben Erstligabegegnungen (kein Tor) absolvierte, bis zum Jahresende stand er in Reihen der Mannschaft von Miramar Misiones. Ab August 2009 setzte er seine Karriere bei Central Español fort. In elf Erstligaspielen für die Montevideaner zeichnete er sich siebenmal als Torschütze aus. Anfang Januar 2010 wechselte er zu Lobos de la BUAP. Bei den Mexikanern wirkte er in fünf Ligapartien (kein Tor) mit. Mitte Mai 2010 nahm ihn der brasilianische Verein EC Juventude unter Vertrag. Vier Spiele (zwei Tore) der Serie C und sechs Begegnungen (ein Tor) im Campeonato Gaucho sind dort für ihn notiert. Mitte August 2011 trat er ein bis Ende Januar 2013 währendes Engagement bei den Rampla Juniors an. In der Erstligaspielzeit 2011/12 wurde er 15-mal in der Liga eingesetzt und schoss drei Tore. Anschließend gehörte er bis Mitte Juli 2014 dem Kader von Unión Comercio an. 2013 bestritt er für die Peruaner sechs persönlich torlose Partien in der Primera División. Bis in den Februar 2015 spielte er sodann für den Amateurverein Albion Football Club. Als letzte Karrierestation wird in der Clausura 2015 sowie in der Saison 2015/16 abermals Miramar Misiones geführt. Neunmal lief er dort in der Segunda División auf und erzielte zwei Treffer.